# Tymoteusz (Szretter)
Tymoteusz, imię świeckie Jerzy Szretter (ur. 16 maja 1901 w Tomachowie k. Równego, zm. 20 maja 1962 w Warszawie) – polski duchowny prawosławny, trzeci metropolita warszawski i całej Polski.
Po ukończeniu Studium Teologii Prawosławnej w Warszawie i przyjęciu święceń kapłańskich służył w diecezji wołyńskiej oraz był kapelanem prawosławnych żołnierzy wojska polskiego. W 1938 przyjął chirotonię biskupią. W okresie II wojny światowej, z powodu swojego zdecydowanego poparcia dla polonizacji Polskiego Autokefalicznego Kościoła Prawosławnego, wyrażanego w II Rzeczypospolitej, przebywał w monasterze św. Onufrego w Jabłecznej, nie mając wpływu na kierunek rozwoju Kościoła. W latach 1948–1951 i ponownie między grudniem 1959 a majem 1961 tymczasowo zarządzał PAKP, pozbawionym w tym okresie zwierzchnika. Wybrany w 1961 na urząd metropolity warszawskiego i całej Polski z jawnym poparciem polskich władz państwowych i przy pogwałceniu procedur przewidywanych przez Statut Wewnętrzny Kościoła, co stało się przyczyną protestów duchowieństwa i wiernych. Zmarł po roku pełnienia godności.

## Życiorys

### Wczesna działalność
Ukończył gimnazjum w Ostrogu. W latach 1925–1930 studiował w Studium Teologii Prawosławnej Uniwersytetu Warszawskiego. 11 sierpnia 1930 otrzymał święcenia kapłańskie w ławrze Poczajowskiej i został oddelegowany do parafii w Łanowcu.
W grudniu 1933 przeniesiony został z pospolitego ruszenia do rezerwy duchowieństwa wojskowego z równoczesnym mianowaniem kapelanem rezerwy ze starszeństwem z 1 stycznia 1934 i 6. lokatą w duchowieństwie wojskowym (wyznanie prawosławne). Następnie jako kapelan rezerwy powołany został do służby czynnej i mianowany pełniącym obowiązki dziekana prawosławnego Okręgu Korpusu Nr II w Lublinie.
W 1938 po śmierci żony Lidii złożył śluby zakonne.

### Biskup
27 listopada 1938 w ławrze Poczajowskiej otrzymał z rąk metropolity warszawskiego i całej Polski Dionizego (Waledyńskiego) święcenia biskupie. Został wikariuszem diecezji warszawsko-chełmskiej z tytułem biskupa lubelskiego. Zdaniem Antoniego Mironowicza jego chirotonia odbyła się pod naciskiem polskich władz państwowych, którym zależało na polonizacji PAKP, podczas gdy w strukturach Kościoła większość hierarchii i duchowieństwa stanowili Rosjanie, Ukraińcy i Białorusini. Jerzy Szretter był tymczasem pozytywnie nastawiony do planów polonizacji struktur prawosławnych w Polsce. Działalność w tym kierunku podjął na terenie diecezji warszawsko-chełmskiej po wyświęceniu na biskupa. Obok biskupów Mateusza (Siemaszki) i Sawy (Sowietowa) był jednym z największych zwolenników polonizacji PAKP wśród jego duchowieństwa.

### II wojna światowa

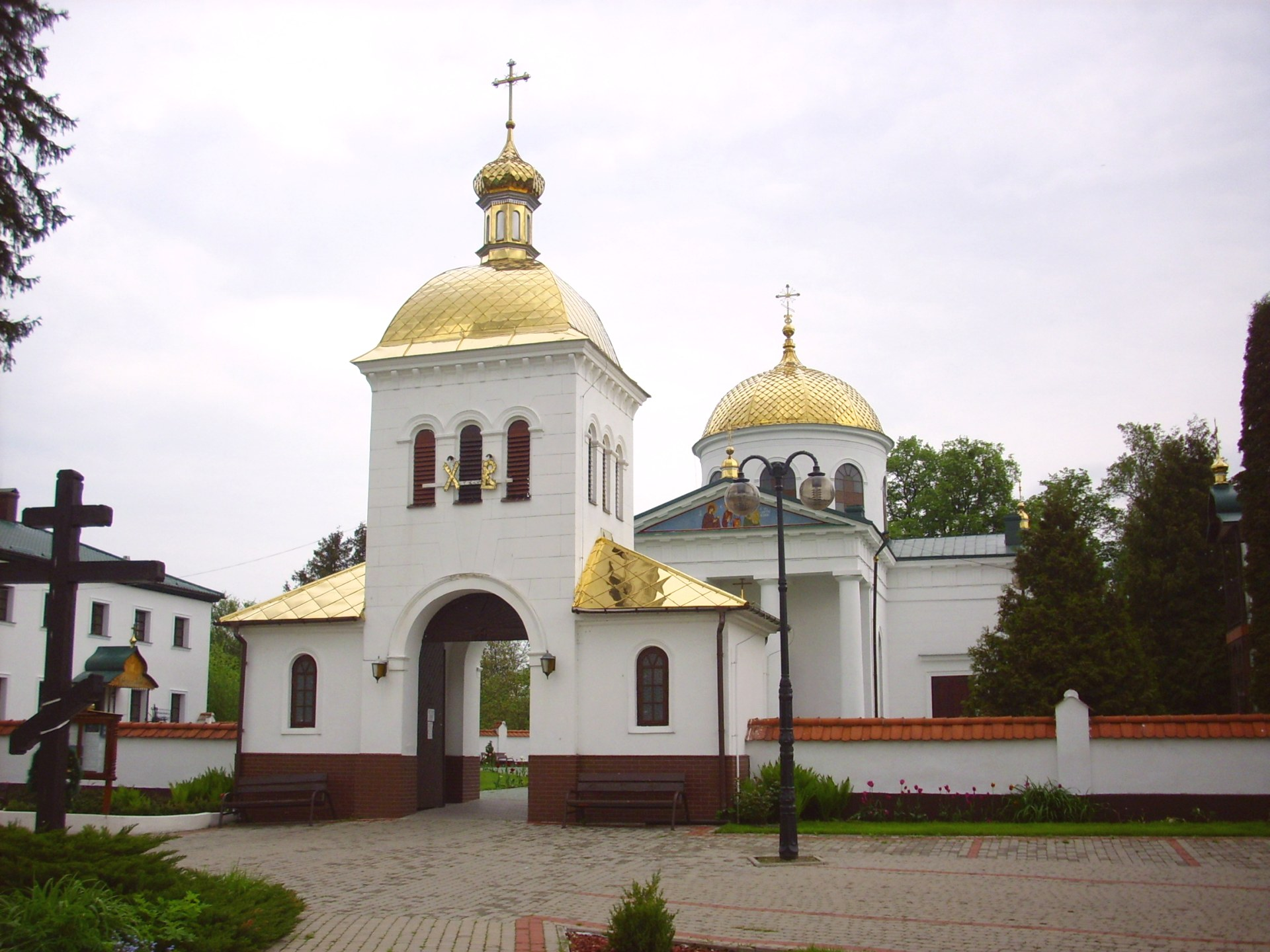
Monaster św. Onufrego w Jabłecznej. Biskup Tymoteusz przebywał w nim przez niemal cały okres II wojny światowej.

Po wybuchu II wojny światowej przybył z monasteru św. Onufrego w Jabłecznej, gdzie dotąd rezydował, do Warszawy. Jednak zarządzający diecezją warszawsko-chełmską od listopada 1939 metropolita berliński i niemiecki Serafin (Lade) skierował go ponownie do monasteru z powodu propolskich poglądów. Do czynnej działalności w Kościele biskup Tymoteusz wrócił 30 września 1940 jako członek soboru biskupów Autokefalicznego Kościoła Prawosławnego w Generalnej Guberni (powstanie struktury o takiej nazwie ogłosił w końcu września tego samego roku metropolita Dionizy). Tego samego dnia nadana została mu godność biskupa pomocniczego diecezji chełmsko-podlaskiej. Po sformowaniu Synodu Kościoła biskup Tymoteusz nie wszedł w jego skład z powodu przedwojennej postawy propolskiej, niezgodnej z polityką ukrainizacji PAKP. 10 sierpnia 1944 przewodniczący PKWN Edward Osóbka-Morawski wyraził zgodę na objęcie przezeń czasowego zarządu diecezji chełmsko-podlaskiej. Na okres jego nadzorowania ww. administratury przypadło wysiedlenie Ukraińców do ZSRR, które doprowadziło do zamknięcia ponad 160 placówek duszpasterskich, z braku wiernych. Tymoteusz (Szretter) nie protestował przeciwko temu; na przełomie lat 1944/1945 w oficjalnym liście stwierdził, iż na podległym mu terenie wystarczy pozostawienie parafii w Lublinie, Chełmie, Białej Podlaskiej, Hrubieszowie i Włodawie. Prosił również o nielikwidowanie monasteru w Jabłecznej.
W październiku tego samego roku biskup Tymoteusz objął również zarząd parafii prawosławnych w regionie białostockim. Jako tymczasowy zwierzchnik struktur Kościoła prawosławnego w tym regionie wbrew życzeniom miejscowego duchowieństwa parafialnego przeciwstawił się przeniesieniu ich pod jurysdykcję Patriarchatu Moskiewskiego.

### Po II wojnie światowej

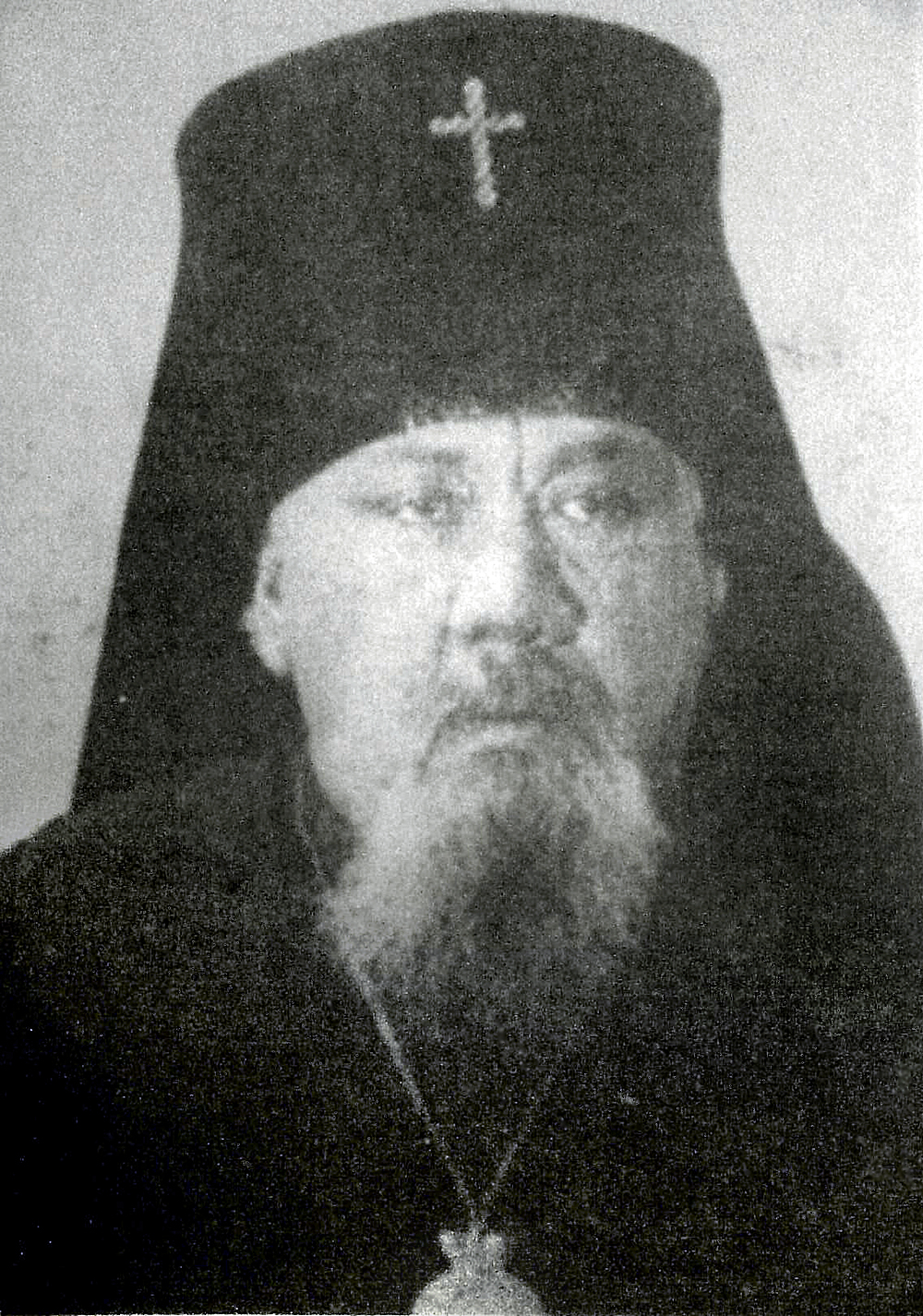
Arcybiskup Tymoteusz (Szretter), fotografia z 1960

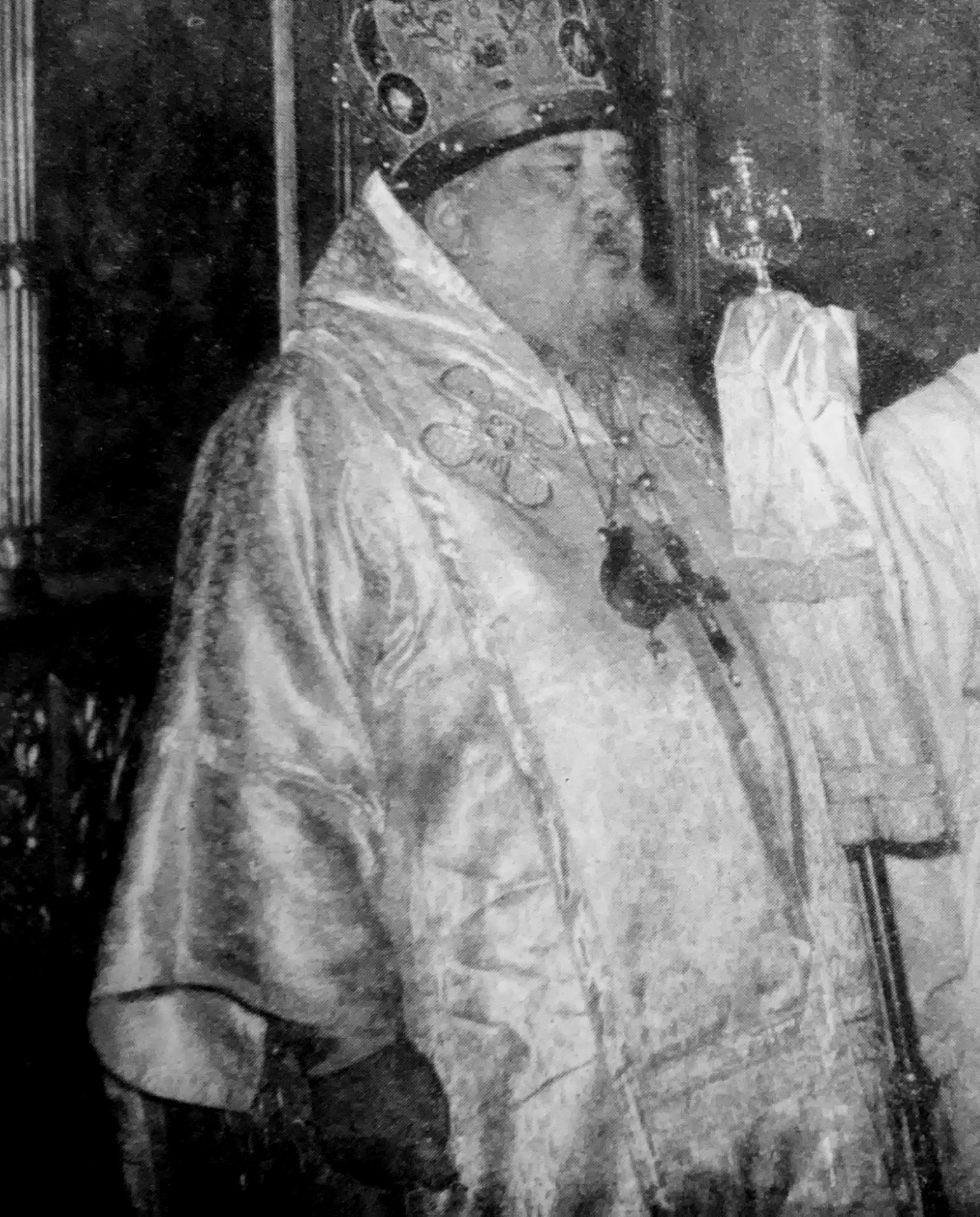
Tymoteusz jako metropolita warszawski i całej Polski; przemawia na pogrzebie metropolity Makarego w marcu 1961

W 1946 Departament Wyznaniowy Ministerstwa Administracji Publicznej zaczął sugerować metropolicie warszawskiemu i całej Polski Dionizemu ustąpienie z urzędu (ostatecznie duchowny został do tego zmuszony). Biskup Tymoteusz był brany pod uwagę jako jego ewentualny następca. 14 października 1945 został jednym z wiceprezesów Chrześcijańskiej Rady Ekumenicznej. 
Od 1946 jako arcybiskup kierował diecezją białostocko-bielską, przemianowaną 7 września 1951 na diecezję białostocko-gdańską. W 1947 został wiceprzewodniczącym Prawosławnego Metropolitalnego Komitetu Niesienia Pomocy Przesiedleńcom na Ziemie Odzyskane, w ramach którego angażował się w organizowanie opieki duszpasterskiej oraz wsparcia materialnego dla prawosławnych, którzy zostali przesiedleni w wymienione regiony Polski. W tym samym roku założył pierwszy żeński monaster w powojennych granicach Polski – klasztor na Grabarce. W 1948 razem z metropolitą Dionizym opracował projekt reformy podziału administracyjnego Kościoła, który nigdy nie wszedł w życie. 
W 1948 władze komunistyczne ostatecznie zdecydowały o usunięciu metropolity Dionizego z urzędu. Do momentu wyboru nowego zwierzchnika PAKP Kościołem miał zarządzać organ nieprzewidziany przez prawosławne prawo kanoniczne – Tymczasowe Kolegium Rządzące Polskiego Autokefalicznego Kościoła Prawosławnego w składzie: arcybiskup Tymoteusz (Szretter) jako przewodniczący, biskup Jerzy (Korenistow), ks. Jan Kowalenko, ks. Eugeniusz Naumow, ks. Wsiewołod Łopuchowicz, ks. Michał Kiedrow oraz Mikołaj Sieriebriannikow. 12 listopada arcybiskup Tymoteusz oficjalnie pełnił funkcję locum tenens metropolii warszawskiej. Wcześniej, w kwietniu tego samego roku, zainicjował rozmowy z patriarchą moskiewskim Aleksym I w celu wyjaśnienia kontrowersji wokół statusu kanonicznego PAKP, zaś 21 maja 1948 został tymczasowym zarządcą diecezji Ziem Odzyskanych, którą to funkcję pełnił do września tego samego roku. W czerwcu 1948 był jednym z delegatów PAKP w Patriarchacie Moskiewskim. Delegacja zrzekła się autokefalii Kościoła nadanej przez Patriarchat Konstantynopolitański i wystąpiła o nadanie jej ponownie przez Rosyjski Kościół Prawosławny, po czym przyjęła z rąk patriarchy stosowny tomos.
Na wniosek arcybiskupa Tymoteusza z 30 czerwca 1948 władze polskie zabroniły metropolicie Dionizemu dalszego pobytu w domu metropolitalnym w Warszawie i wszczęły przygotowania do wyznaczenia mu innego miejsca stałego przebywania.
Arcybiskup Tymoteusz, podobnie jak pozostali biskupi PAKP, zachowywał lojalny stosunek do władz państwowych. W 1949 publicznie twierdził, iż w Polsce nie ma miejsca żadna forma ucisku religijnego. Istniejący w 1946 plan doprowadzenia do objęcia przez niego godności metropolity został jednak zarzucony. W opinii władz państwowych autorytet hierarchy wśród kapłanów PAKP był niedostateczny. Arcybiskupowi zarzucono również brak talentów organizacyjnych i niezbędnego doświadczenia. Ostatecznie Tymoteusz (Szretter) pozostawał locum tenens metropolii warszawskiej do przyjazdu z ZSRR arcybiskupa Makarego (Oksijuka), delegowanego do PAKP przez patriarchę Moskwy i wybranego na zwierzchnika Kościoła prawosławnego w Polsce 7 lipca 1951. Wcześniej, w 1950, doprowadził do otwarcia w Warszawie Prawosławnego Liceum Teologicznego, przekształconego przez metropolitę Makarego w seminarium duchowne.
Po 1956 arcybiskup Tymoteusz ponownie de facto zaczął zarządzać całym Kościołem z powodu podeszłego wieku i złego stanu zdrowia metropolity Makarego. W 1957 w Urzędzie ds. Wyznań w związku z powyższą sytuacją pojawiła się koncepcja odsunięcia metropolity Makarego i ponownego objęcia przez arcybiskupa Tymoteusza zadań locum tenens. Urząd opisywał Tymoteusza jako człowieka inteligentnego, taktownego, orientującego się w sytuacji i gotowego realizować polecenia władz nawet wtedy, gdy nie były dla niego korzystne (np. jak w sprawie obsady urzędu metropolity). W tym samym czasie Tymoteusz został zarejestrowany przez Wydział IV Departamentu XI KdSB jako „kontakt poufny” ps. Brodacz, jednak z powodu zniszczenia dokumentacji nie da się ustalić, jak mogła wyglądać jego współpraca ze służbami.

#### Metropolita warszawski i całej Polski

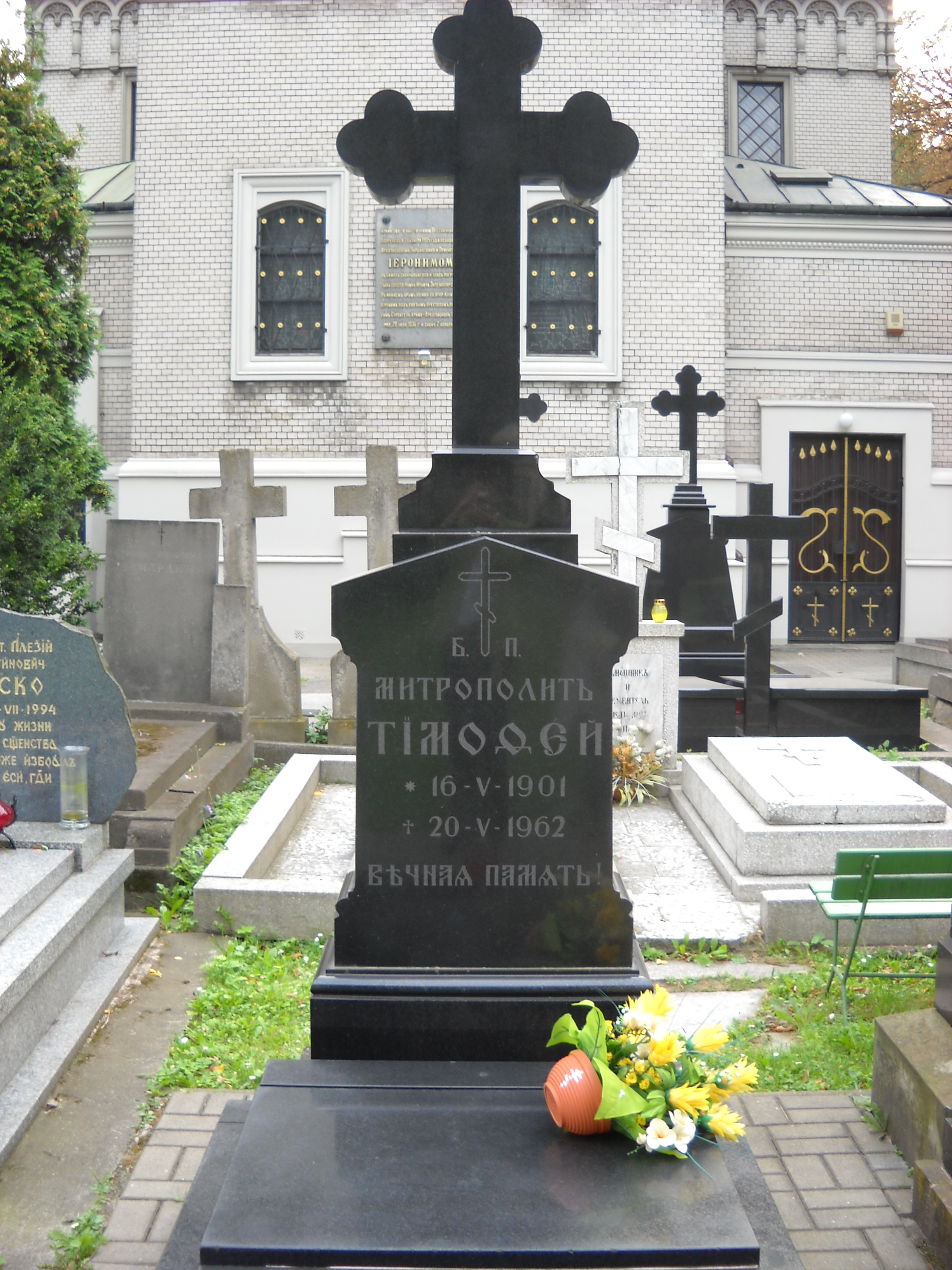
Grób metropolity Tymoteusza

Po wyjeździe Makarego do ZSRR i jego śmierci w Odessie w 1961, władze państwowe doprowadziły do wyboru Tymoteusza na metropolitę (od grudnia 1957 był ponownie locum tenens). W intronizacji metropolity udział wzięły delegacje Patriarchatu Konstantynopolitańskiego oraz Patriarchatu Rumuńskiego. Jego wybór na katedrę został również pozytywnie przyjęty przez patriarchę Moskwy i całej Rusi.
Elekcji metropolity Tymoteusza dokonał Sobór Biskupów PAKP, nie zaś – jak zapisano w statucie Kościoła – Sobór Elekcyjny, co doprowadziło do protestów duchowieństwa i wiernych. Nowo wybranemu metropolicie zarzucono objęcie urzędu wbrew prawu kanonicznemu. Pojawiły się wobec niego również zarzuty natury moralnej. Petycje i skargi w sprawie okoliczności objęcia przez Tymoteusza urzędu, jak i samej jego osoby i postawy były wysyłane do Rady Państwa, Rady Ministrów, sejmu, Urzędu ds. Wyznań oraz do patriarchy Moskwy. Proces elekcyjny oprotestował również jeden z członków Soboru Biskupów PAKP – biskup Bazyli (Doroszkiewicz). Twierdził on, że o obsadzie urzędu zdecydowali pracownicy Urzędu ds. Wyznań Serafin Kiryłowicz i Adam Wołowicz, przedmiotowo traktując PAKP.
Jako metropolita warszawski i całej Polski hierarcha reprezentował Kościół w czasie przygotowań do soboru panprawosławnego. Razem z przedstawicielami Rosyjskiego Kościoła Prawosławnego włączył się w ruch na rzecz pokoju. W 1961 założył w Warszawie polskojęzyczną parafię z ks. Jerzym Klingerem jako proboszczem, która jednak zaprzestała działalności z powodu braku wiernych zainteresowanych nabożeństwami w języku polskim. 
Kontrowersje wokół metropolity Tymoteusza trwały przez cały okres sprawowania przez niego urzędu, do jego śmierci 20 maja 1962. Metropolita Tymoteusz (Szretter) został pochowany na cmentarzu prawosławnym na Woli.